# Eukoebelea camerunensis
Eukoebelea camerunensis är en stekelart som beskrevs av Mayr 1906. Eukoebelea camerunensis ingår i släktet Eukoebelea och familjen fikonsteklar.
Artens utbredningsområde är Kamerun. Inga underarter finns listade i Catalogue of Life.